# Helmuth Stegman
Helmuth Stegman (auch: Hellmuth Stegmann; * 19. Oktober 1892 in Riga; † 5. Mai 1983 in Bad Tölz) war ein deutschbaltischer Politiker und Jurist. Als Vorsitzender der kurzlebigen Deutsch-baltischen Landespartei war er 1933/34 Abgeordneter der Saeima.

## Leben und Arbeit
Nach dem Besuch des Stadtgymnasiums zu Riga bis 1911 schloss Helmuth Stegman 1915 sein Studium der Rechtswissenschaften in Dorpat mit der Ablegung des Staatsexamens ab. 1915 bis 1919 arbeitete er als Kommunalbeamter in Riga. Von April 1919 bis März 1920 diente er in der Baltischen Landeswehr. 1919 bis 1928 arbeitete er als Richter in Riga, ab 1921 als Landsgerichtsrat am Rigaischen Bezirksgericht. 1921 bis 1925 war er Mitglied der Kommission des lettischen Justizministeriums zur Erarbeitung eines Zivilgesetzbuches. 1928 bis November 1939 war er vereidigter Rechtsanwalt und Syndikus des 1864 gegründeten Rigaer privaten Pfandbriefkreditvereins. 
Im November 1939 wurde er in Folge des Hitler-Stalin-Pakts  in den Reichsgau Wartheland nach Posen umgesiedelt und war zunächst Sachbearbeiter der Rechtsabteilung der Deutschen Umsiedlungs-Treuhand-GmbH mit Niederlassung in Posen. Ab März 1940 arbeitete er beim Regierungspräsidium in Hohensalza und wurde am 1. April 1941 zum Oberregierungsrat ernannt. Ab Februar 1942 war er mit der Leitung der Abteilung Wirtschaft beauftragt und wurde am 19. November 1942 durch Wilhelm Frick, den Reichsminister des Innern, in Berlin zum Regierungsdirektor ernannt.